# Jorge Lombi
Jorge Maximiliano Lombi (Buenos Aires, 1 de noviembre de 1971) es un exjugador de hockey sobre césped argentino. Hizo su debut con el equipo nacional en 1991 en un amistoso contra España, y hasta su retiro en 2008, marcó 341 goles que lo convirtieron en el máximo goleador histórico de la selección. Disputó los Juegos Olímpicos de 1996, 2000 y 2004.
A nivel de clubes debutó y se retiró en el club Ciudad de Buenos Aires, donde convirtió en total 370 goles en 323 partidos.
También jugó para Lein Zwitzerland de Holanda, Club de Campo y Complutense (España), Hyderabad Sultans de la Premier Hockey League de India, Club Sueli (Italia) y con el seleccionado de Buenos Aires.
Obtuvo dos Premios Konex - Diplomas al Mérito en 2000 y 2010 como uno de los 5 mejores jugadores de hokey de la década.
Es hermano de Pablo Lombi y está casado con Carla Rebecchi. 